# Список эпизодов телесериала «Борджиа»
Список серий канадо-венгеро-ирландского телесериала «Борджиа», созданного Нилом Джорданом. Шоу выходило на телеканале на Showtime (США) с 3 апреля 2011 года по 16 июня 2013 год.
Новым римским папой становится Родриго Борджиа, принявший имя Александра VI. Он добивался этой должности подкупами и разоблачениями, а позже действовал и кровью. В столице мало кто любит семейство Борджиа — итальянскую семью с испанскими корнями, — у них полно врагов. Активные действия по сохранению трона предпринимает сын Родриго — епископ Чезаре.
В это время противник Александра VI — кардинал Делла Ровере путешествует через итальянские государства и Францию, ища союзников в борьбе с папством. Ему удаётся уговорить французского короля Карла VIII свергнуть папу Александра VI в обмен на признание его королём Неаполя. Французская армия приходит в Рим, Александр встречается с Карлом…

## Обзор сезонов
| Сезон | Сезон | Эпизоды | Оригинальная дата показа | Оригинальная дата показа |
| Сезон | Сезон | Эпизоды | Премьера сезона          | Финал сезона             |
| ----- | ----- | ------- | ------------------------ | ------------------------ |
|       | 1     | 9       | 3 апреля 2011            | 22 мая 2011              |
|       | 2     | 10      | 8 апреля 2012            | 17 июня 2012             |
|       | 3     | 10      | 14 апреля 2013           | 16 июня 2013             |

## Список серий

### Сезон 1 (2011)
| № общий | № в сезоне | Название                                        | Режиссёр            | Автор сценария | Дата премьеры  | Зрители в США (млн) |
| --- | ---------- | ----------------------------------------------- | ------------------- | -------------- | -------------- | ------------------- |
| 1 | 1          | «Отравленная чаша» «The Poisoned Chalice»       | Нил Джордан         | Нил Джордан    | 3 апреля 2011  | 1,06                |
| После смерти Папы Иннокентия VIII кардинал Родриго Борджиа с помощью своих сыновей путём взяток и умасливаний заставляет других кардиналов избрать его новым понтификом на тайном голосовании. Кому-то он предлагает земли, кому-то золото, а Асканио Сфорца - должность вице-канцлера. Родриго всё удаётся, и он становится новым папой, Александром VI. Два других честолюбивых кардинала, Орсини и Джулиано делла Ровере, немедленно начинают плести против него заговор. Когда Орсини проводит ужин для кардиналов и нового Папы, Чезаре, сын последнего, подозревает, что отца хотят отравить. Он ловит слугу хозяина, Микелетто, готовящегося подсыпать яд Борджиа. Предлагая увеличить плату сверх той, что предлагает Орсини, юноша заставляет Корелью отравить вместо Родриго его самого. Злоумышленник умирает. |            |                                                 |                     |                |                |                     |
| 2 | 2          | «Убийца» «The Assassin»                         | Нил Джордан         | Нил Джордан    | 3 апреля 2011  | 1,06                |
| Чезаре велит Микелетто следить за кардиналом делла Ровере, который ищет законный способ свергнуть нового Папу. Многие кардиналы недовольны, что папой стал представитель испанской крови, погрязший в разврате. Юрист церкви, Йоханн Бурхард, говорит делла Ровере, что Папу можно свергнуть, если застать его за публичным прелюбодеянием. Родриго заводит роман с Джулией Фарнезе, чем вызывает ревность у бывшей любовницы Ваноццы, которая в порыве эмоций угрожает предоставить делла Ровере необходимые доказательства. Папа решает с помощью церковного юриста расширить коллегию кардиналов и назначает своего сына Чезаре одним из них. Служанка дома Орсини свидетельствует против нового Папы. Молодой Борджиа поручает Микелетто заставить свидетельницу молчать. В итоге он её убивает в доме делла Ровере. |            |                                                 |                     |                |                |                     |
| 3 | 3          | «Мавр» «The Moor»                               | Саймон Селлан-Джонс | Нил Джордан    | 10 апреля 2011 | 0,68                |
| Микилетто пытается убить делла Ровере, который скрывается в Неаполе, но покушение срывается, а в это время в Рим прибывает Джем, потенциальный претендент на трон султана Оттоманской империи. Султан щедро платит Папскому престолу за то, что брата содержат в качестве «гостя», но заплатил бы ещё больше, если бы тот случайно умер. Джем устанавливает хорошие отношения со всем семейством Борджиа и даже признаётся Чезаре, что хочет стать христианином. Он против убийства, ведь Лукреция очень привязалась к новому гостю, и отказывает своим братьям использовать в этих целях Микелетто. Тогда Хуан пользуется услугами другого отравителя. Джем мучается, но не умирает. Папа выбирает, за кого выдать замуж свою дочь. Кандидатов, наиболее выгодных церкви, четверо, и в итоге Родриго выбирает Джованни Сфорца. Хуан душит Джема подушкой; тот умирает, и Лукреция получает приданое для свадьбы в виде золота султана. |            |                                                 |                     |                |                |                     |
| 4 | 4          | «Свадьба Лукреции» «'Lucrezia's Wedding'»       | Саймон Селлан-Джонс | Нил Джордан    | 17 апреля 2011 | N/A                 |
| Во Флоренции монах Савонарола осуждает нового Папу. Родриго выдаёт Лукрецию замуж за Джованни Сфорца. Дабы избежать дурной славы, он запрещает матери девушки появляться на её свадьбе, к разочарованию и самой Лукреции, и Чезаре. Кардинал делла Ровере пытается получить поддержку Флоренции и Франции, чтобы сместить действующего Папу. Он предлагает флорентийским банкирам Медичи и их послу Никколо Макиавелли невмешательство в будущую войну. Свадьба проходит, как и запланировано, без Ваноццы. Однако Чезаре приводит её на бал, к всеобщему неудовольствию. На празднике показывают похотливую комедию; в итоге Лукреция, переутомившись, засыпает. На балу Чезаре знакомится к Урсулой Бонадео, которая высказывает к нему симпатию. Лукрецию привозят в дом Сфорца, где Джованни высказывает своё отвращение по поводу вынужденного брака с незаконнорождённой дочерью Борджиа и грубо лишает её девственности. |            |                                                 |                     |                |                |                     |
| 5 | 5          | «Влюблённые Борджиа» «The Borgias in Love»      | Джон Мейбери        | Нил Джордан    | 24 апреля 2011 | 0,78                |
| Лукреция очень несчастна в браке, и каждую ночь Родриго видит её в кошмарах. После Флоренции Джулиано делла Ровере пытается получить согласие на невмешательство в прохождении французской армии у Лодовико Сфорца, герцога Миланского. Чезаре едет во Флоренцию, чтобы убедить Медичи препятствовать прохождению французской армии взамен на инквизицию над проповедником Савонаролой. Макиавелли соглашается, ибо в перспективе смерть Савонаролы выгоднее, нежели богатства делла Ровере. Лукреция, которую каждую ночь насилует собственный муж, обретает внимание и нежность со стороны конюшего Паоло, который предлагает подрезать стремя на лошади Джованни, чтобы он более не прикасался к ней. Борджиа решают, на ком женить Хуана, но его не устраивает ни одна кандидатка, так как они все некрасивые. Чезаре убивает мужа Урсулы Бонадео и сбрасывает его труп в реку. |            |                                                 |                     |                |                |                     |
| 6 | 6          | «Французский король» «The French King»          | Джон Мейбери        | Нил Джордан    | 1 мая 2011     | 0,82                |
| Лукреция ухаживает за больным мужем, и он даёт ей в помощники конюха, не зная, что они любовники. Король Неаполя предлагает свою внебрачную дочь Санчу в жены Хуану Борджиа. Тот едет в Неаполь и делает всё возможное, чтобы Санча досталась его младшему брату Джоффре. Кардинал делла Ровере во Франции убеждает короля в победе над Италией. Урсула понимает, что это Чезаре убил её мужа, и отправляется в монастырь. Он находит её там, но Урсула отказывает ему: теперь она сестра Марта. Джоффре женится на Санче, которая до брака вступила в интимную связь с Хуаном. |            |                                                 |                     |                |                |                     |
| 7 | 7          | «Смерть на белом коне» «Death, on a Pale Horse» | Джереми Подесва     | Нил Джордан    | 8 мая 2011     | 0,86                |
| Старый король Неаполя умирает, что стало выгодно его сыну Альфонсо, он претендует на неаполитанскую корону. Тем временем, французский король Карл VIII беспрепятственно проходит через земли герцогства Миланского, Сфорца. Позднее французская армия осаждает Лукку, полностью её разрушает и грабит. В страхе перед такой же участью Флоренция готова открыть свои ворота французам. Папа обещает отлучить весь город от церкви, но Медичи соглашается на унизительные условия: денежное вознаграждение, ночлег и заложники из знатных семей. Родриго посылает Джулию Фарнезе к Джованни Сфорца в надежде склонить его и армию на свою сторону, но и тот, и Катерина отказываются предоставлять своё войско. В доме Сфорца Джулия узнаёт, что Лукреция беременна не от мужа, решает это сохранить в тайне и сбежать. |            |                                                 |                     |                |                |                     |
| 8 | 8          | «Военное искусство» «The Art of War»            | Джереми Подесва     | Нил Джордан    | 15 мая 2011    | 0,76                |
| Джулия и Лукреция покидают Пезаро на лошадях. Джованни узнаёт о побеге и пытает Пауло. Папская армия готова встретиться с армией Франции в бою под руководством Хуана. Две спутницы не успевают доехать до Рима: их замечает французский отряд и представляет королю, который очарован красотой и умом Лукреции. Кардиналы и жители покидают в панике Рим. Папа отказывается покидать свой трон и остаётся в Сикстинской капелле. В битве французская армия снова демонстрирует мощь своих пушек, и Лукреция, опасаясь, что войско отца просто будет перебито, вызывается парламентёром. Она предлагает Хуану впустить французов в Рим, зная, что не он их цель, а Неаполь. Папа решает встретить французов в простом монашеском облачении, без украшений и символов. |            |                                                 |                     |                |                |                     |
| 9 | 9          | «Никто» «Nessuno (Nobody)»                      | Джереми Подесва     | Нил Джордан    | 22 мая 2011    | 0,81                |
| Французская армия вступает в Рим. Кардинал делла Ровере предлагает созвать конклав для смещения Папы, но король хочет с ним аудиенции. На аудиенции он видит Родриго в одежде монаха и исповедуется. Тот обещает короновать его под своим благословением и вручить Неаполь. Чезаре отдаёт Лукрецию под покровительство Урсулы, узнав, что сестра беременна не от мужа. Тем временем на пиру король просит сопровождающего в поход на Неаполь, а именно молодого Борджиа. Папа и кардинал обязаны подчиниться, однако Чезаре и Микелетто сбегают, направляясь в Пезаро, где похищают Джованни Сфорца. Папа хочет аннулировать брак. Лукреция у святого престола клянётся, что муж — импотент и у них не было супружеских отношений. Никто не замечает, что она беременна. Герцогу предлагают публично продемонстрировать свою силу и вызывают двух куртизанок. Джованни отказывается; брак аннулирован. Родриго заставляет всех сбежавших кардиналов покаяться. Король Франции узнаёт, что в Неаполе чума, а Папа знал об этом. Лукреция рожает мальчика. Всё семейство Борджиа, а также родственники, радуются рождению ребёнка. |            |                                                 |                     |                |                |                     |

### Сезон 2 (2012)
| № общий | № в сезоне | Название                                    | Режиссёр      | Автор сценария | Дата премьеры  | Зрители в США (млн) |
| --- | ---------- | ------------------------------------------- | ------------- | -------------- | -------------- | ------------------- |
| 10 | 1          | «Бык Борджиа» «The Borgia Bull»             | Нил Джордан   | Нил Джордан    | 8 апреля 2012  | 0,58                |
| Папа, довольный текущим состоянием дел своей семьи и своими успехами, решает провести праздник в Риме для простых людей. Во время охоты он и Джулия обнаруживают развалины древнего храма, посвящённого удовольствиям. Их разбирают и перевозят в Ватикан. Родриго знакомится с молодым учеником искусства - Виттория - девушка выдаёт себя за молодого подмастерье. Джулия, зная, что её возлюбленный от неё отдалился, не теряет надежды вернуть его, и поэтому также оказывает поддержку Виттории. Тем временем, король Франции страдают от чумы в Неаполе и, захватив Принца Альфонсо, жестоко пытает его. |            |                                             |               |                |                |                     |
| 11 | 2          | «Паоло» «Paolo»                             | Нил Джордан   | Нил Джордан    | 15 апреля 2012 | 0,53                |
| Папа желает лично увидеть условия жизни на улицах Рима и, после осознания крайней нищеты города, привлекает Джулию, чтобы разобраться, куда уходят деньги, выделенные на помощь нищим. Паоло приезжает в Рим и ищет встречи с Лукрецией, чему всячески старается воспрепятствовать Хуан, недовольный тем, что простолюдин порочит честь его сестры. Чезаре с матерью организовывают для Паоло и Лукреции свидание, при условии, что Паоло сразу после этого покинет Рим. Однако Хуан обнаруживает присутствие любовников в доме матери, на следующее утро с сообщниками подкарауливает Паоло и убивает его, инсценировав самоубийство через повешение, что делает невозможным христианское захоронение. |            |                                             |               |                |                |                     |
| 12 | 3          | «Блестящий обман» «The Beautiful Deception» | Джон Эмиел    | Нил Джордан    | 22 апреля 2012 | 0,51                |
| Последствия смерти Паоло набирают обороты - Лукреция, узнав о случившимся, теряет интерес к жизни и перестаёт кормить собственное дитя, требуя от отца признать факт убийства Паоло. Разобравшись в ситуации, Папа наказывает Хуана, выслав его со двора, и соглашается похоронить Паоло. Лукреция покушается на жизнь Хуана, но погибает его любовница. Кардинал Делла Ровере начинает реализацию плана по смещению папы, пытаясь заручиться поддержкой Доминиканского ордена. Король Карл, страдающий "неаполитанской лихорадкой", возвращается из Неаполя и намерен с помощью армии Сфорца и своей артиллерии отомстить Риму. Папа Александр поручает сыну подготовить город к обороне, изготовив собственные пушки, но, как оказывается, ни временем, ни средствами для этого Рим не располагает, и тогда Чезаре втайне от отца решается на рискованную авантюру... |            |                                             |               |                |                |                     |
| 13 | 4          | «Бродячие собаки» «Stray Dogs»              | Джон Эмиел    | Нил Джордан    | 29 апреля 2012 | 0,58                |
| Во время празднования чудесного спасения Рима от вражеского нашествия Чезаре узнаёт о бойне, учинённой французским разведотрядом в монастыре Святой Сесилии - были изнасилованы и убиты почти все монахини, в том числе и Урсула. Чтобы отомстить, Чезаре нужны люди и он посылает Микелетто вербовать наёмников. От пленных французов удаётся узнать о присутствии в ставке Карла Джованни Сфорца, а также о хитростях, предпринимаемых силами снабжения французской армии. Папа, кардинал Чезаре и Сфорца вместе с армией, преследуя отступающего противника, идут на север, оставив Лукрецию во главе Рима. Кажется, что успех в сражении с армией Карла маловероятен, но действия Чезаре в ночь накануне сражения в корне меняют ситуацию. |            |                                             |               |                |                |                     |
| 14 | 5          | «Выбор» «The Choice»                        | Кари Скогланд | Нил Джордан    | 6 мая 2012     | 0,57                |
| После изгнания французов, Папа едет во Флоренцию, чтобы заставить замолчать Савонаролу, в то время как Чезаре отправляется в Форли разобраться с Катериной Сфорца. Во Флоренции Папа на встрече с Пьеро Медичи и Никколо Макиавелли обсуждает возможные способы избавления от Савонаролы. Чезаре передаёт Катерине ультиматум - либо приехать в Рим на поклон Папе добровольно либо закованной в цепях, но, несмотря на отказ, продолжает пользоваться её полным расположением. Делла Ровере вновь встречается с Савонаролой - на этот раз, чтобы получить его благословение на убийство Папы Борджиа. Для реализации своего плана он возвращается в аббатство, где находит самоотверженного союзника - молодого монаха по имени Антонелло, готового пожертвовать собой во избавление от Борджиа. Папа возвращается в Рим, во время проводимого им причастия, купол собора Святого Петра разрушается - Папа трактует это, как проявление гнева Божьего, и твёрдо решает исправиться... |            |                                             |               |                |                |                     |
| 15 | 6          | «Пепельная среда» «Day of Ashes»            | Джон Мэйбери  | Дэвид Лиланд   | 13 мая 2012    | 0,69                |
| По возвращении в Рим, Чезаре сообщает отцу о случившимся в Форли. Это толкает Александра на мысль крайней необходимости нового выгодного брака для обеспечения папства, к великому недовольству Лукреции. Савонарола продолжает набирать сторонников во Флоренции. Папа ещё надеется купить его предоставлением кардинальской должности, но после категорического отказа Савонаролы ни у кого не остаётся сомнений в необходимости его физического устранения. Делла Ровере начинает готовить Антонелло к свершению его миссии. Макиавелли сообщает Чезаре маршруты вывоза карет с золотом Медичи из флорентийских банков - и хотя Чезаре с наёмниками захватывает их, он снова не может достичь своей главной цели. |            |                                             |               |                |                |                     |
| 16 | 7          | «Осада Форли» «The Siege at Forli»          | Кари Скогланд | Дэвид Лиланд   | 20 мая 2012    | 0,55                |
| Хуан возвращается в Рим с конкистадорами, привозит дары из Нового Света. Перед ним поставлена задача - взять крепость Катарины Сфорца. Хуан прибывает в хорошо укреплённый Форли, но сил для его взятия у армии нет. Во время переговоров Хуан похищает сына Катарины. Лукреция проводит очередной смотр просителей своей руки, а Лодовико Сфорца выдвигает свою армию в Форли - прорвать осаду - об этом незамедлительно прознаёт Макиавелли и сообщает Чезаре, однако тот не спешит предупредить брата... |            |                                             |               |                |                |                     |
| 17 | 8          | «Правда и Ложь» «Truth and Lies»            | Джон Мэйбери  | Дэвид Лиланд   | 3 июня 2012    | 0,57                |
| Лукреция принимает предложение руки и сердца Кальвино, однако хочет продлить свой роман с Раффаэло. Хуан возвращается в Рим, где, скромно умолчав о своём позорном бегстве, хвастает своими ранами и убеждает всех, что они являются лучшим доказательством его мужества и доблести на поле брани в Форли. Здоровье Хуана ухудшается; не в силах более терпеть боль, он находит спасение в опиуме. Чезаре догадывается, что его брат лжёт и, когда у него наконец появляются доказательства, он обставляет всё так, чтобы и отец узнал правду. Антонелло отправляется в Рим, он топит брата Бернардино в реке во время рыбалки. Борьба с Савонаролой вступает в решающую фазу - Чезаре обвиняет его в ереси. |            |                                             |               |                |                |                     |
| 18 | 9          | «Мир чудес» «World of Wonders»              | Дэвид Лиланд  | Дэвид Лиланд   | 10 июня 2012   | 0,62                |
| Кальвино де Генова рассказывает Папе о причинах своего отказа жениться на Лукреции и вместе с братом покидает Рим. Чезаре решает лишить Савонаролу его главного оружия - любви масс. С помощью Макиавелли он придумывает способ сделать это. Опозоренного Савонаролу Чезаре отвозит в Рим. Антонелло избран дегустатором Папы. Его первая попытка отравить Папу терпит фиаско. Хуан становиться совсем невыносим и, Чезаре, понимая, что окружающие поддержат его, решается поставить точку в своей долгой вражде с братом... |            |                                             |               |                |                |                     |
| 19 | 10         | «Признание» «The Confession»                | Дэвид Лиланд  | Гай Барт       | 17 июня 2012   | 0,52                |
| Савонаролу пытают - для его казни необходимо признание в ереси, однако сломить его оказывается непосильной задачей. Чезаре всё же находит нужное решение, и после опубликования подложного признания Савонаролу сжигают. Тело Хуана обнаружено, все встречают это почти с облегчением - все, кроме Папы, - он отказывается от похорон до тех пор пока убийца не будет найден. Чезаре идёт ва-банк и признаётся отцу во всём. Тот, осознавая за случившиеся и свою вину, приглашает Чезаре на откровенный разговор... |            |                                             |               |                |                |                     |

### Сезон 3 (2013)
| № общий | № в сезоне | Название                                       | Режиссёр      | Автор сценария | Дата премьеры  | Зрители в США (млн) |
| --- | ---------- | ---------------------------------------------- | ------------- | -------------- | -------------- | ------------------- |
| 20 | 1          | «Лик смерти» «The Face of Death»               | Кари Скогланд | Гай Барт       | 14 апреля 2013 | 0,58                |
| В то время как Папа Александр борется за свою жизнь после отравления, кардиналы соперничают за папство. Чезаре и Микелетто проводят расследование, чтобы узнать заказчика преступления, но делла Ровере готов сделать свой ход — и это не единственный его заговор. Катерина Сфорца, чтобы свергнуть Борджиа, посылает личного головореза Руфио. Однако благодаря сообразительности Лукреции власть семьи не может быть потеряна. |            |                                                |               |                |                |                     |
| 21 | 2          | «Очищение» «The Purge»                         | Кари Скогланд | Нил Джордан    | 21 апреля 2013 | 0,47                |
| После полного выздоровления Александр поручает кардиналу Сфорца провести «инквизицию» среди кардиналов, которые вели политику против него, в то время как жизнь его висела на волоске. Он увольняет и высылает всех, кому не доверяет. Но один из них, Орсини, отказывается молча покидать свою должность и вынуждает Папу отбросить статус Его Святейшества. Между тем Катерина Сфорца приказывает Руфио заручиться поддержкой наёмных военачальников семей Романьи: Орсини, Вителли и Колонна. Лукреция раздражена, что родственники со стороны супруга не будут приветствовать её сына Джованни в суде; также она понимает, что её чувства к Чезаре выходят за рамки сестринских. |            |                                                |               |                |                |                     |
| 22 | 3          | «Братья и сёстры» «Siblings»                   | Джон Эмиел    | Гай Барт       | 28 апреля 2013 | 0,57                |
| Поскольку большинство кардиналов уволены и лишены своих званий и богатства, один из них, Версуччи, в гневе поджигает Ватиканское казначейство после кражи крупной суммы. Возмущённый тем, что новый король Фердинанд высокомерно отказал принять Джованни как сына Лукреции, Чезаре отправляется в Неаполь решить эту проблему. Позже он начинает рассматривать союз с давним врагом Франции, в то время как Александр упорно придерживается своего плана союза с Неаполем и, следовательно, с Испанией. После свадьбы Лукреции и Альфонсо последний понимает, что политический перевес не в его пользу. Расстроенный, он оставляет жену одну в брачную ночь, что в конечном итоге подталкивает её в объятия своего брата. |            |                                                |               |                |                |                     |
| 23 | 4          | «Каштановый банкет» «The Banquet of Chestnuts» | Джон Эмиел    | Гай Барт       | 5 мая 2013     | 0,67                |
| Недавно назначенный по просьбе своей сестры Джулии кардинал Фарнезе берёт на себя казначейство и быстро обнаруживает воровство Версуччи. Микелетто отправлен на поиски своенравного кардинала. Между тем, узнав о просьбе Венеции о помощи против турецких корсаров, Александр видит в этом шанс пополнить казну и резко призывает к Крестовому походу. Будучи обеспокоена за лояльность новых кардиналов, Джулия устраивает для них каштановый банкет, которая, по сути, является ловушкой для них в целях будущей лояльности. Тем временем король Фердинанд узнаёт, что брачная церемония Лукреции и Альфонсо так и не была завершена, а поэтому требует публичного доказательства проявленной любви. Однако унижения Лукреции лишь сильнее связывают отношения между ней и Чезаре. |            |                                                |               |                |                |                     |
| 24 | 5          | «Волк и ягнёнок» «The Wolf and the Lamb»       | Кари Скогланд | Нил Джордан    | 12 мая 2013    | 0,75                |
| Дипломатическая миссия Чезаре во Франции имеет успех: пройдя через все сложности французского суда благодаря советам Макиавелли, он делает союзника архиепископа д'Амбуаза, благородной жены — Шарлотты д'Альбер — залог военного союза против Милана и врагов Борхиаса. Вернувшись в Рим, обольстительная и опасно безумная Бьянка покончила с собой, побуждая Александра и кардинала Сфорца действовать в сторону подавления жестокого заговора Гонзэги. Лукреция едет в Неаполь в сопровождении своего мужа и под защитой Микелетто. Король Фердинанд остаётся твёрд в своём решении, что маленький Джованни не будет признан в суде. Узнав об этом, Лукреция подготовит для него рецепт ядовитых грибов, но Микелетто сам займётся этим вопросом. |            |                                                |               |                |                |                     |
| 25 | 6          | «Реликвии» «Relics»                            | Кари Скогланд | Гай Барт       | 19 мая 2013    | 0,66                |
| Когда в земли северной Италии, принадлежащие Чезаре, вторглась французская армия, Александр пришёл в ярость, рассматривая этот поступок как вызов его власти, и неохотно принял план Чезаре уничтожить династию Сфорца, начиная с Людовика, герцога Милана. Катерина тем временем придумала собственный заговор: биологическая война. С помощью Руфио она посылает Папе заражённую чумой ткань, обёрнутую вокруг ложного послания мира. Чезаре приказывает уничтожить послание, даже не вскрыв его, но честолюбивый новый кардинал Констанцо ослушается и придерживает сообщение в своих собственных целях, и вскоре вся его семья находится во власти чумы. Будучи обеспокоен отсутствием средств для Крестового похода, Александр налагает карательные налоги на недавно прибывшую еврейскую общину. Однако один умный член сообщества, Маттеи, утверждает, что способен достать святую реликвию — давно потерянное копьё Лонгина. Фарнезе и Петруччи соперничают, чтобы предоставить Папе Римскому «настоящую» реликвию, но уважение того получает Маттеи, в результате чего рождается невероятный союз.                                        |            |                                                |               |                |                |                     |
| 26 | 7          | «Гамбит Лукреции» «'Lucrezia's Gambit'»        | Дэвид Лиланд  | Нил Джордан    | 26 мая 2013    | 0,42                |
| Чезаре сжигает дворец Констанцо, а вместе с ним и его самого, чтобы сдержать чуму, в то время как Микелетто влюблён, поражённый красивым молодым Паскалем. Лукреция, понимая, что политический ветер изменился в сторону Франции и распространился далеко за пределы Неаполя, ищет неаполитанскую политическую поддержку для себя и своей семьи. Есть два кандидата, чтобы заменить Фердинанда в качестве короля: высокомерный и враждебный Рафаэль и добрый и дружелюбный Фредериго. Когда последний отравлен и почти умирает, Лукреция находит «доказательства» вины первого и принуждает его отказаться от претензий. Её союзник Фредериго становится королём. Но сделала ли она правильный выбор? |            |                                                |               |                |                |                     |
| 27 | 8          | «Кровавые слёзы» «Tears of Blood»              | Дэвид Лиланд  | Нил Джордан    | 2 июня 2013    | 0,80                |
| На празднование юбилейного года паломники заполняют Рим, и копьё Лонгина является центральным элементом шоу. Однако у Катерины Сфорца есть план, чтобы сорвать прибыльный фестиваль Александра. Когда в Кефалонии еврейский член общины Маттеи уничтожает турецкий флот, Александр высказывает свою благодарность, освобождая общину от налогов. Тем временем Лукреция чувствует изменения в недавно коронованном Фредериго и понимает, что находится под постоянным надзором королевской гвардии. Борджиа угодили в ловушку: она узнаёт, что Фредериго фальсифицировал свою близкую смерть, чтобы избавиться от Рафаэля. В это время в Риме Чезаре и Микелетто обнаруживают, что возлюбленный последнего, Паскаль, — шпион, работающий на Руфио, сообщающий всё Катерине Сфорца и королю Неаполя Фредериго. Лукреция, никем не чтимая принцесса Неаполя, стала заложницей против любых военных шагов против семьи Сфорца. |            |                                                |               |                |                |                     |
| 28 | 9          | «Пороховой заговор» «The Gunpowder Plot»       | Нил Джордан   | Нил Джордан    | 9 июня 2013    | 0,61                |
| Опустошённый предательством Паскаля, Микелетто убивает его, а затем исчезает. Опечаленный потерей своего верного лейтенанта, Чезаре мчится в Неаполь, чтобы спасти Лукрецию, но при помощи сонного зелья та сама уже сбежала от своих похитителей. Брат и сестра воссоединились по пути в Рим и так обрадовались друг другу, что Альфонсо начинает подозревать: их отношения, кажется выходят за рамки классических. Вернувшись в Рим, он становится угрюмым, оскорбительным и сильно пьёт. Тем временем Александр вместе с новым другом Маттеи придумал другой план: они разработали схему по монополизации рынка итальянской серы, тем самым лишив всех возможности изготавливать порох. Он не доверяет Чезаре, который быстро раскрывает заговор отца, но именно Маттеи убеждает их помириться. |            |                                                |               |                |                |                     |
| 29 | 10         | «Принц» «The Prince»                           | Нил Джордан   | Нил Джордан    | 16 июня 2013   | 0,53                |
| Александр и Чезаре наконец примирились, и Папа Римский показывает, что армии его были усилены и повторно снабжены деньгами, которые удалось сэкономить от Крестового похода и собрать с Юбилея. Теперь Борджиа готовы двигаться против своих врагов Сфорца и готовы сделать первый шаг к конечной цели: вырезать наследственное королевство через сердце Италии. Чезаре направляет свою внушающую страх армию на осаду замка Форли. Катерина полна решимости сопротивляться, несмотря на артиллерийский обстрел и опасность голода в суровую зиму. Микелетто появляется из тени; его разбитое сердце ещё не позволяет ему вернуться на службу к Чезаре, но он поведал последнему о слабых местах в обороне Форли. Вернувшись в Рим, молодой человек считает, что Альфонсо стал ещё более агрессивным, и подумывает его убить. Но обстоятельства становятся смертельными, когда между ним и пьяным зятем вспыхивает драка. Доктор сообщает, что тот, безусловно, умрёт в течение нескольких дней медленно и мучительно. Лукреция пытается облегчить страдания мужа, прибегая к своим микстурам. Чезаре поклялся, что теперь она будет его навсегда. |            |                                                |               |                |                |                     |